# Nedymet
| M29 | G17 | Y1 · t | B7 |

| M29 | G17 | Y1 · t | B7 |

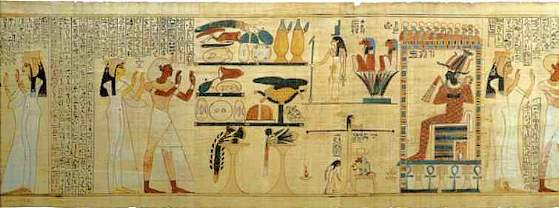
Papiro BM 10541 del Libro de los muertos representando a Nedymet y Herihor en actitud de adoración a Osiris.

Nedymet o Nedyemet fue una mujer de la nobleza del Antiguo Egipto de finales de la dinastía XX y principios de la XXI de Egipto. Es conocida principalmente por ser la esposa del sumo sacerdote de Amón en Tebas, Herihor.

## Biografía
Sus datos biográficos son controvertidos. Nedymet pudo haber sido hija del último faraón ramésida, Ramsés XI o bien de Ramsés X y la reina Tyti. Para algunos especialistas, como Joyce Anne Tyldesley, es la misma Nedyemet que fue esposa de Pianj. Según su teoría, Nedyemet, una vez viuda de Herihor, se habría casado con el sucesor de su marido. Estos egiptólogos creen que Herihor adquirió los títulos de Señora de la Casa y Señora del harén de Amón. En la teoría, debe verse la sucesión en este sentido, Pianj y luego, Herihor, que está lejos de ser la opinión de la mayoría de los historiadores. Karl Jansen-Winkeln opina que probablemente fuera incluso la esposa de Pianj, solo si este último realmente fue el predecesor de Herihor.
Para los egiptólogos Aidan Dodson y Dyan Hilton, Nedymet tuvo varios hijos con su primer marido Pianj: Heqanefer, Heqamaat, Anjefenmut, Faienmut (una mujer) y, el más famoso de todos, el futuro sumo sacerdote de Amón y faraón Pinedyem I. Nedymet se convirtió en el más valioso confidente de Pianj, y cada vez que tenía que partir, para cumplir con sus asuntos en Nubia, la gestión de Tebas quedaba en sus manos. Cuando alrededor de 1070 a. C. Pianj murió, se propuso a Herihor como su sucesor. Nedymet, sin embargo, logró mantener sus prerrogativas casándose con él.
Más tarde, Herihor reivindicó su 'realeza', aunque nunca fue una reina de Egipto, y solo dentro de los límites del templo de Amón en Karnak, convirtiéndose Nedymet efectivamente en su 'reina': su nombre fue inscrito dentro de un cartucho. Sus títulos, encontrados en el escondite de la tumba colectiva DB320 de Deir el-Bahari, donde se desenterró a su momia, fueron: Esposa del rey, Madre del maestro de las Dos Tierras, Madre del dios Jonsu el Niño, Soberana del harén de Amón, Soberana de las damas de la corte, Señora de las Dos Tierras, Nedyemet. Y más tarde, Madre del rey.
Nodjmet sobrevivió incluso a su segundo marido y finalmente murió en los primeros años del faraón Esmendes I (c. 1064 a. C.), que posiblemente fuera su madre.

## Momia

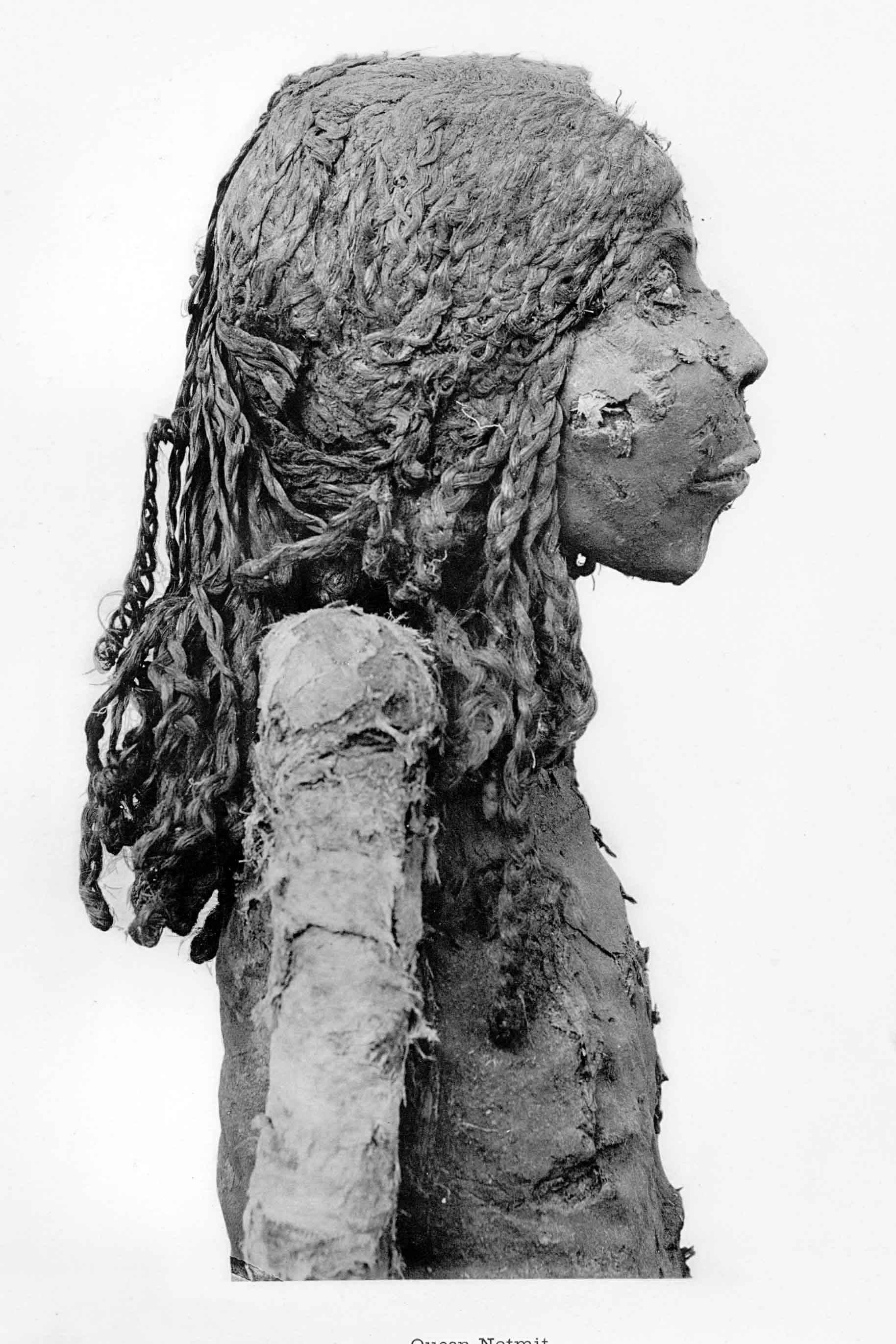
Momia de Nedymet.

Su momia fue descubierta en el escondite de Deir el-Bahari (DB320). El cuerpo es el de una anciana. Fue embalsamada con una nueva técnica de momificación que involucraba el uso de ojos falsos y el empaquetamiento de las extremidades. El corazón todavía estaba en su lugar dentro del cuerpo. Con su momia se encontraron dos Libros de los Muertos. Uno de ellos, el papiro BM 10490, ahora en el Museo Británico, perteneció a "la Madre del rey, Nedymet, la hija de la Madre del rey, Hereret". Mientras que el nombre de Nedymet estaba escrito en un cartucho, el nombre de Hereret no lo estaba. Dado que la mayoría de las veces esta Nedymet es vista como la esposa del sumo sacerdote Herihor, el título de Hereret a menudo se interpreta como la "Suegra del rey", aunque su título la que dio a luz al toro fuerte sugiere que en realidad debe haber dado nacimiento a un rey. El otro Libro de los Muertos de su tumba también se puede encontrar en la colección del Museo Británico (BM 10541) y está considerado como uno de los papiros más bellamente ilustrados del Antiguo Egipto.

## Segundo debate sobre Nedymet
Recientemente, se ha cuestionado la opinión mayoritaria de que solo había una Nedymet y se ha revivido la antigua opinión de que la momia encontrada en el alijo real era la de la madre de Herihor y no la de su esposa.
Aunque es indiscutible que Herihor tuvo una reina llamada Nedymet (esto ya lo reconoció Champollion), ya en 1878 Édouard Naville había postulado que Herihor debió tener una madre llamada Nedymet. Lo hizo en base del papiro BM 10541, encontrado con su momia. Como ha señalado recientemente A. Thijs, es realmente notable que, aunque Herihor figura en el BM 10541, Nedymet en ninguna parte de sus dos Libros de los Muertos se designa como Esposa del rey. Todo el énfasis está en su posición como Madre del rey. La familia gobernante del período de transición de la dinastía XX a la XXI es notoria por la repetición de nombres, por lo que no sería imposible que Herihor tuviese una esposa y una madre homónimas. Si la Nedymet del escondite real era, de hecho, la madre de Herihor, se deduce que Hereret debe haber sido la abuela de Herihor en lugar de su suegra. En esta posición, Hereret bien podría haber sido la esposa del sumo sacerdote Amenhotep.
Se ha propuesto referirse a la Nedymet encontrado en el escondrijo real como 'Nedymet A' (la madre de Herihor) y, a la esposa de Herihor, como 'Nedymet B'. Nedymet como esposa de Herihor ha sido atestiguada en el templo de Jonsu, donde se la representa a la cabeza de una procesión de hijos de Herihor, y en la estela Leiden V 65, donde se la representa con Herihor, que se presenta como sumo sacerdote sin matices reales.